# Абу Убайда
Абу́ Уба́йда Ма́’мар ибн аль-Мусанна́ ат-Тайми́ (араб. أبو عبيدة معمر بن المثنى التيمي‎; 728, Басра — 825, 824 или 820-е, Басра) — арабский грамматист и языковед, вольноотпущенник арабского племени бану тайм.

## Биография
Абу Убайда был очень противоречивой фигурой и сторонником шуубии (И. Гольдциер, аз-Зирикли). Живший позднее Ибн Кутайба (828—889) отметил, что Абу Убайда «ненавидел арабов» и придерживался хариджитских взглядов (аз-Зирикли назвал его ибадитом). Современники считали его наиболее всесторонне образованным человеком своего времени.
Абу Убайда родился в 728 году в Басре, в ту ночь, когда умер Хасан аль-Басри. В юности был учеником основателя басрийской школы грамматики Абу Амра ибн аль-Ала. По словам недоброжелателей, он по происхождению был евреем.
Абу Убайда не был знатоком хадисов, но был осведомлён в них для изучения арабского языка. Некоторые говорили, будто в 804 году аббасидский халиф Харун ар-Рашид призвал его из Басры к себе в Багдад. Абу Убайда слушал хадисы от Хишама ибн Урвы, Абу Амра ибн аль-Ала и др. От него хадисы передавали: Али ибн аль-Мадини, Абу Убайд аль-Касим ибн Саллам, Умар ибн Шабба, Али ибн аль-Мугира аль-Асрам, Абу Усман аль-Мазини, Абу Хатим ас-Сиджистани и другие.
Умер в Басре в 824 или 825 году. После его смерти никто не участвовал в погребальной молитве над ним.